# Гран-при Герри Кнетеманна
Гран-при Герри Кнетеманна (нидерл. Grote Prijs Gerrie Knetemann) — шоссейная однодневная велогонка, в 2006 и 2007 годах проводившаяся в нидерландской общине Ренкюм, провинция Гелдерланд. Названа в честь Герри Кнетеманна — известного нидерландского велогонщика, чемпиона мира 1978 года.
Первый выпуск гонки состоялся в рамках национального гоночного календаря, второй — в рамках UCI Europe Tour.

## Призёры
| Год  | Победитель    | Второй            | Третий           |
| ---- | ------------- | ----------------- | ---------------- |
| 2006 | Рой Сентьенс  | Стивен Крёйсвейк  | Альберт Тиммер   |
| 2007 | Оливье Кайсен | Кенни Ван Хуммель | Фредерик Вёхелен |